# Tomás Giner

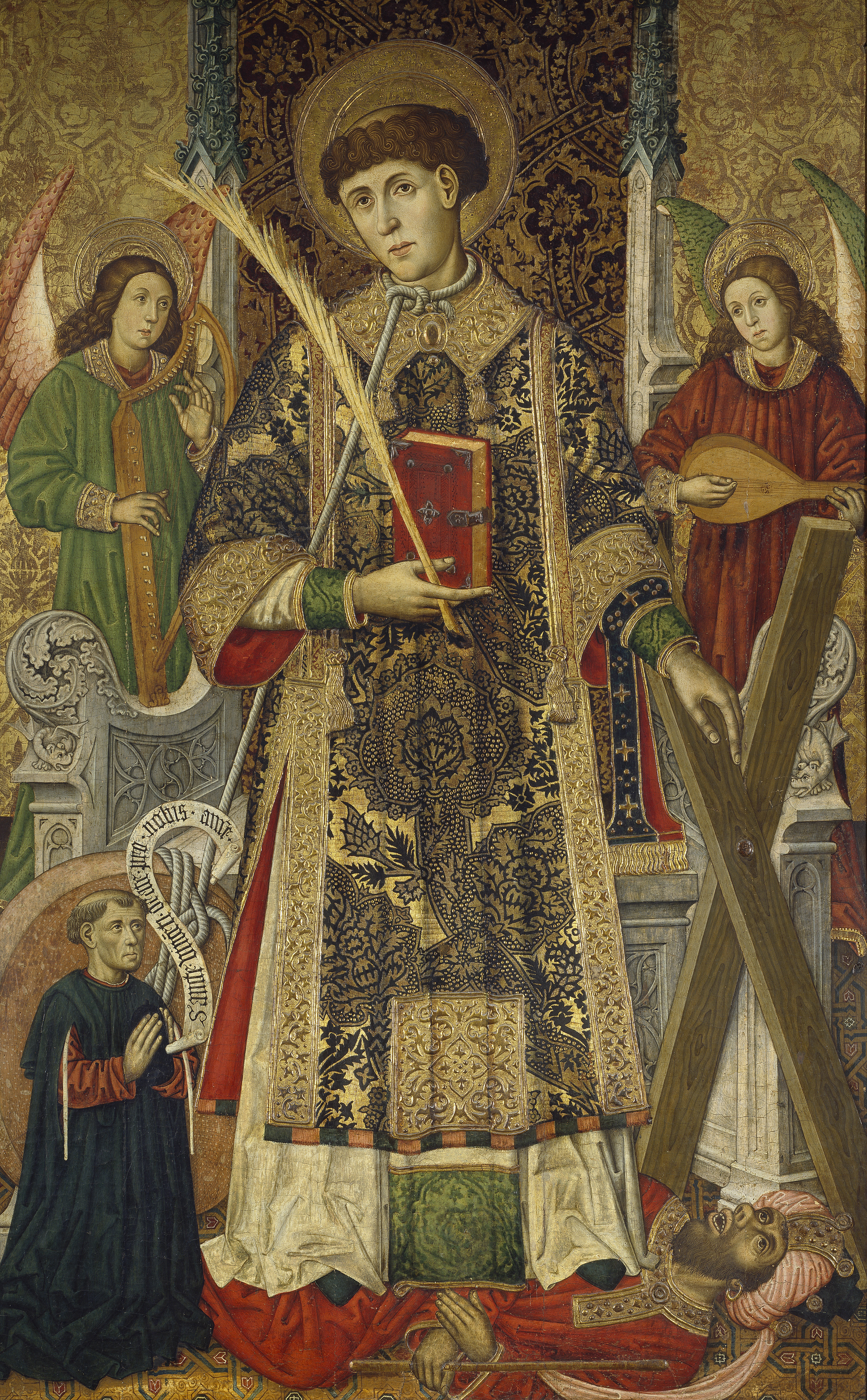
San Vicente, técnica mixta sobre tabla, 185 x 117 cm, Madrid, Museo del Prado.

Tomás Giner (fl. 1458-1480) fue un pintor hispanoflamenco activo en Zaragoza, pintor de Fernando II de Aragón.
Vinculado con el estilo juvenil de Jaume Huguet, desde 1458, cuando ya debía de ser un pintor acreditado, se documenta su trabajo para los testamentarios del arzobispo Dalmau de Mur en el retablo de la capilla del palacio arzobispal, del que se conservan dos tablas con San Martín y santa Tecla y San Agustín  y san Lorenzo. Cercana a ellas se encuentra la tabla de  San Vicente del Museo del Prado, procedente de la capilla del Arcediano de la Seo de Zaragoza en la que trabajó de 1462 a 1466. En este último año firmó con Arnaut de Castellnou  un contrato de compañía por tres años para repartirse por mitades gastos y beneficios de diversas obras de pintura, entre ellas el retablo de la Virgen de la Corona de la parroquial de Erla, conservado in situ. Se han perdido en cambio los de Alfajarín y el de la iglesia de San Juan el Viejo de Zaragoza, documentados en 1467 y 1468. De estos años ha de ser la tabla de San Lorenzo, titular del retablo de Magallón, que por algunas noticias indirectas se le puede atribuir. En noviembre de 1473 recibió el nombramiento de pintor de Fernando II, rey de Sicilia y heredero de la corona de Aragón. Un año más tarde volvió a trabajar en la Seo, ahora en la pintura de la caja del órgano en colaboración con Felipe Romeu. Significativamente, en una de las últimas noticias documentales disponibles y a pesar del prestigio que pudiera haber alcanzado como pintor del rey, al contratar en 1479 el retablo de Santa Ana para Mainar se le impuso todavía la utilización de oro pintado conforme al modelo del retablo de San Bernardino de Blasco de Grañén en el convento de San Francisco de Zaragoza.
Junto a estas obras documentadas, Gudiol le atribuyó también, entre otras, el retablo de la colegiata de Santa María de Calatayud cuya tabla central, dedicada a la Adoración de los Reyes, sigue el modelo del retablo del Condestable pintado por Huguet en 1465, subrayando de este modo las deudas que con él habría adquirido Tomás Giner en su avance hacia el naturalismo y el progresivo abandono de las estilizaciones góticas.